# San Pedro Agua Azul
San Pedro Agua Azul är en ort i Mexiko.   Den ligger i kommunen Chiapa de Corzo och delstaten Chiapas, i den sydöstra delen av landet, 700 km sydost om huvudstaden Mexico City. San Pedro Agua Azul ligger 538 meter över havet och antalet invånare är 108.
Terrängen runt San Pedro Agua Azul är platt åt sydväst, men åt nordost är den kuperad. San Pedro Agua Azul ligger nere i en dal. Runt San Pedro Agua Azul är det glesbefolkat, med 19 invånare per kvadratkilometer. Närmaste större samhälle är Ricardo Flores Magón, 19,6 km öster om San Pedro Agua Azul. Omgivningarna runt San Pedro Agua Azul är en mosaik av jordbruksmark och naturlig växtlighet.